# 글렌 킨

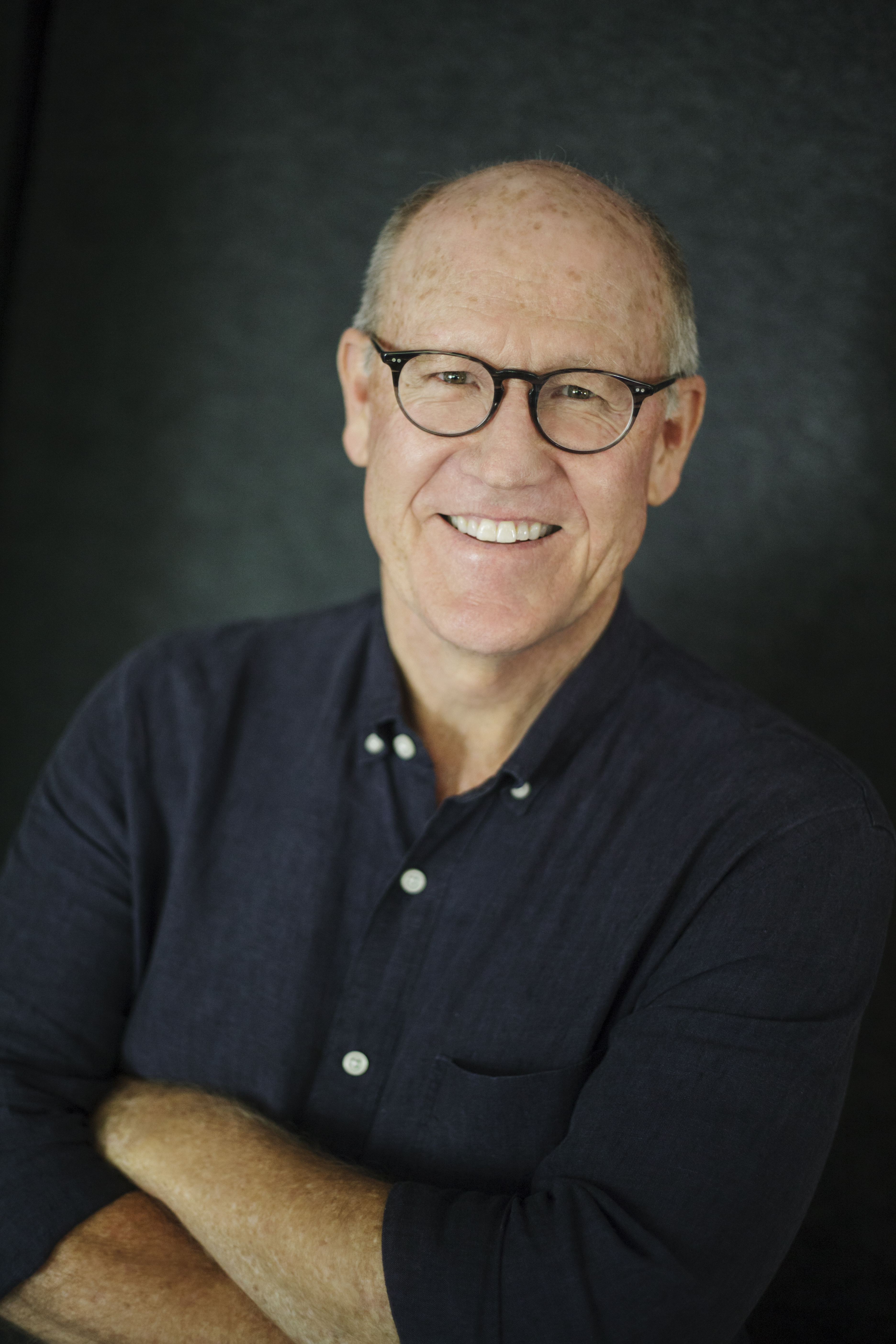

글렌 킨(Glen Keane, 1954년 4월 13일 ~ )은 미국의 애니메이터, 감독, 작가 및 일러스트레이터이다. 38년(1974~2012) 동안 월트 디즈니 애니메이션 스튜디오에서 캐릭터 애니메이터로 일하면서 인어공주 (1989년 영화), 미녀와 야수 (1991년 영화), 알라딘 (1992년 영화), 포카혼타스 (1995년 영화), 타잔 (1999년 영화), 라푼젤 (영화) 등의 장편 영화에 참여했다. 1992년 캐릭터 애니메이션 부문 애니상(Annie Award)을, 애니메이션 분야에 평생 공헌한 공로로 2007년 윈저 맥케이상(Winsor McCay Award)을 수상했다. 스튜디오에서 은퇴한 지 1년 후인 2013년에 디즈니 레전드로 선정되었다.
2017년 킨은 플레이어스 트리뷴에서 코비 브라이언트의 은퇴 시를 바탕으로 한 애니메이션 단편 영화 디어 바스켓볼(Dear Basketball)을 감독했으며, 이 영화로 킨과 브라이언트는 제90회 아카데미상 시상식에서 아카데미 단편 애니메이션상을 받았다.

## 작품
- 스타 트렉 (애니메이션)
- 생쥐 구조대
- 피터의 용
- 토드와 코퍼
- 믹키의 크리스마스 캐롤
- 위대한 명탐정 바실
- 앨빈의 모험
- 올리버와 친구들
- 인어공주 (1989년 영화)
- 코디와 생쥐 구조대
- 미녀와 야수 (1991년 영화)
- 알라딘 (1992년 영화)
- 포카혼타스 (1995년 영화)
- 타잔 (1999년 영화)
- 보물성
- 볼트 (2008년 영화)
- 라푼젤 (영화)
- 페이퍼맨 (2012년 영화)
- 주먹왕 랄프
- 디어 바스켓볼
- 오버 더 문